# مرجان عروس‌خوار
مرجان عروس‌خوار (نام علمی: Fungia scruposa) نام یک گونه از سرده مرجان قارچی است.